# Karel Viškovský
Karel Viškovský (8. srpna 1868 Sušice – 20. listopadu 1932 Praha) byl český a československý politik, poslanec Českého zemského sněmu, rakouské Říšské rady a československého Národního shromáždění a meziválečný ministr spravedlnosti a obrany za Republikánskou stranu zemědělského a malorolnického lidu (agrárníky).

## Biografie
V roce 1891 dokončil právnické studium v Praze a poté krátce praktikoval u krajského soudu v Plzni, posléze působil v plzeňské Obchodní a živnostenské komoře. Od roku 1894 úředníkem české sekce Zemědělské rady Království českého, kde mimo jiné redigoval i její tiskový orgán Zemědělské listy. Od přelomu století se angažoval v Národní straně svobodomyslné (tzv. mladočeši), zejm. v jejím elitním spolku Klub Národní strany svobodomyslné. Byl rovněž spoluzakladatelem tzv. mladé generace Národní strany svobodomyslné. V letech 1902–1907 byl mladočeským poslancem Českého zemského sněmu, kam kandidoval v doplňovacích volbách konaných 28. dubna 1902 v kurii městské, obvod Strakonice, Sušice, Vodňany (poté co zemřel poslanec Vilém Kurz starší. Byl tehdy kandidátem mladočeské strany. V mladočeské straně patřil k uznávaným odborníkům na národohospodářské a zejména zemědělské otázky, redigoval prestižní mladočeskou Českou revue. Spolu s poslanci F. Udržalem a F. Niklfeldem patřil k posledním zástupcům venkovských obcí, kteří působili v mladočeských barvách a nikoliv v České agrární straně. V letech 1906 až 1907 se ovšem dostával do rozporů s vedením mladočeské strany ohledně politiky vůči konkurenčním agrárníkům; přesto byl ještě v roce 1907 zvolen za člena užšího výkonného (akčního) výboru mladočeské strany. V řádných zemských volbách v únoru 1908 kandidoval opět do Českého zemského sněmu, tentokrát ovšem za venkovský volební obvod Tábor, Mladá Vožice, Soběslav, Veselí, a také nikoliv již za mladočechy, nýbrž za agrárníky. Poslancem agrární strany na zemském sněmu pak byl od roku 1908 do roku 1913; v letech 1911 až 1918 byl rovněž agrárnickým poslancem říšské rady ve Vídni (za český volební okres č. 66). Zasedal i v tzv. rakousko-uherských delegacích.
V rámci agrární strany patřil mezi představitele mladé generace soustředěné okolo osoby Antonína Švehly. V roce 1909 byl proto také poprvé zvolen do výkonného výboru agrární strany. V ní se jako jeden z mála právnicky vzdělaných intelektuálů mezi agrárníky těšil velkému respektu. Přispíval rovněž do agrárnického deníku Venkov.
Na konci 1. světové války se postavil proti pokračujícímu vývozu potravin z českých zemí a 28. října 1918 zabral jménem nové československé moci Válečný obilní ústav.
V letech 1918–1920 zasedal v Revolučním národním shromáždění. Znovu se v parlamentu objevil až po parlamentních volbách v roce 1925. Mandát obhájil ve parlamentních volbách v roce 1929.
Zastával četné další politické funkce. Dne 11. června 1919 se stal prezidentem Státního pozemkového úřadu a v této funkci působil do r. 1926. V letech 1925–1926 byl ministrem spravedlnosti v druhé vládě Antonína Švehly a v letech 1929–1932 ministrem národní obrany v první vládě Františka Udržala a druhé vládě Františka Udržala. I během První republiky byl politicky blízký Antonínu Švehlovi, s kterým sdílel koncepci agrární strany jako centristické politické síly.

## Dílo
Rekvisice obilí dle zákona o válečných úkonech (1915). Dostupné online